# Nephrocerus auritus
Nephrocerus auritus är en tvåvingeart som beskrevs av Xu och Yang 1997. Nephrocerus auritus ingår i släktet Nephrocerus och familjen ögonflugor. Inga underarter finns listade i Catalogue of Life.